# Saër Sène
Saër Sène (Parigi, 4 novembre 1986) è un ex calciatore francese, di ruolo attaccante.